# 海洋戦略の諸原則
『海洋戦略の諸原則』(Some Principles of Maritime Strategy) とは、1911年に発表された軍事学者ジュリアン・コーベットによる海軍戦略の古典的著作である。

## 概要
1854年に生まれたコーベットはケンブリッジ大学で弁護士となるが、海軍史家として1902年からはイギリス海軍大学の講師に採用された。本書は1911年に発表された海軍戦略の研究である。本書の構成は
- 第1部 戦争の理論
- 第2部 海洋戦争の理論
- 第3部 海洋戦争の遂行

の3部から成り立っている。
コーベットはカール・フォン・クラウゼヴィッツの戦争理論すなわち「戦争は他の手段を以ってする政治の延長である」（『戦争論』）を海戦に応用した。彼の見解によれば、人間は陸生であるために海戦だけではなく陸戦での勝利が求められる、つまり海軍力の機能だけで戦争に勝利することは原理的に望み得ない。
海軍力の意義とは制海権の獲得であり、これはシーレーンの確保を意味する。海洋国家であったイギリスにとってシーレーンは不可欠で、その維持には艦隊決戦が求められるが、コーベットは同時に船団護衛や通商破壊の必要性も指摘している。さらに海軍力は上陸戦にとっても有意義な戦力であり、陸海軍の統合作戦によって海上からの奇襲が可能になると構想した。

## 要旨

### 戦争の理論
コーベットは海軍戦略の研究に先立って、戦争に関する理論の考察の必要性を指摘している。海軍戦略とは海洋を本質的な要素とする戦争の原則だが、海軍だけでは戦争を遂行できないことが強調され、海軍戦略の焦点とは「戦争において陸軍・海軍の相補的な役割を決める」ものであると論じる。この理論的考察においてコーベットはクラウゼヴィッツを参照し、「他の手段による政治の継続」という戦争の見方を検討する。クラウゼヴィッツは「さまざまな現実の制約がなければ、我と敵の暴力の相互作用によって戦争は無制限に暴力性を拡大する」と考え、それを絶対戦争のと定式化した。その上で「戦争が常に政治的交渉の継続の文脈におかれているため、現実の戦争は絶対戦争にはなりえない」と論じた。したがって軍事作戦は明らかに政治にはない固有の性質を持つものの、戦争計画は政治的な条件に従ってその程度を縮小しなければならない。そのためコーベットは「彼我の論争の程度から戦争の性格を決定しなければならない」と論じる。
戦争の政治理論を構築するため、コーベットは戦争の政治目的を積極性・消極性に大別する。ここで攻勢・防勢という用語を用いないのは、両者が対立しているという誤解を招くためである。しかし積極・消極の区分も完全ではない。ここでは積極的な政治目的が戦争において攻勢を、そうでなければ防勢をもたらす傾向があると考える。ただし攻勢・防勢がそれぞれ持つ総体的な利益の認識は必要である：
攻勢
敵の無防備を発見してそこに決定的な打撃を与える意志に、本質的な優位を求める
防勢
敵の攻撃力を弱体化させながら我の打撃力を準備する手段であり、本質的に反撃への前段階である
またコーベットはクラウゼヴィッツが取り上げた戦争の制限・無制限について検討し、戦争の目的を制限された目的と無制限な目的に区別した。この目的を達成するためにどれだけの努力が費やされるかが重要な問題で、これには全面的な殲滅戦争から威力偵察の実施までのさまざまな程度がある。コーベットはこのような分類の可能性の論拠として、画一的な絶対戦争の理論を生み出したナポレオン戦争では、制限・無制限の区別に基づく戦争理論が確立されていたことを高く評価している。

### 海洋戦争の理論
戦争の一般的な理論の把握を踏まえ、コーベットは近代帝国の重要な地理的条件である海洋について検討を加える。無制限戦争の理論では、敵軍を攻撃し敵の国土を攻略することが前提とされる。一方で制限戦争における制限の形式は、攻撃目標の政治的な重要性と地理的な位置という条件によって左右される。陸における国境紛争では、国境・領土の重要性は自明でしかも地理的に孤立していないため、制限戦争・無制限戦争の差異は明確にならない。しかし海洋における海外領土では逆に政治的重要性は均一ではなく、その位置によっては海軍力によって容易に孤立させられるため、戦争の拡大を制限できる。コーベットはこの制限の成功例として、七年戦争でのカナダとハバナや米西戦争でのキューバを挙げ、これらの事例では海軍によって戦争目的の孤立化が行われたと評価する。しかもこの制限戦争は島国または海洋で隔離された国家にとって永久に可能と論じている。
コーベットはさらに制限戦争の形式として派遣によって制限された戦争の形式を検討しており、その重要性を強調している。派遣による制限された戦争は18世紀の戦争でも数多くあり、死活的な利益を目的としない国家が交戦国に戦力を提供しながら戦争を遂行している。このような派遣部隊による戦争は、制限戦争の形式に接近することで成功を獲得すると経験的に考えられる。つまり派遣された陸軍は敵の一部の地域を確保し、程度に応じて海軍がその地域を孤立させることで勝利を収めている。イギリスが七年戦争でプロイセンに陸上部隊を派遣した目的は、フランス軍がハノーファーを占領してプロイセン軍の作戦正面に対する側背を掩護するという、制限されたものであった。しかもこの派遣部隊は海洋と接触を保ちながら後方連絡線を確保し続けた。
これまでの論考で、制限戦争の優位性は防勢の優位性と類似していることが分かる。地理的な条件から海軍によって陸軍の規模を制限できることが戦略的な優位となる。したがって制限戦争は敵に主導権を提供するものの、我は選定した地形で防御を準備し、敵の前進と攻撃による根力の消耗と時間的猶予を活用できる。そのために政治目的が戦争に与える影響を管理する必要がある。このような戦争に突入するには所要の軍事力の決定が重要であり、地理的範囲と関連付けた制限目的に対する敵の評価や交通路の地理的状況、作戦の初期段階において直面する障害の度合いによって判断する。

### 海洋戦略の実践
ここまで戦争の一般的な理論を論じてきたコーベットが、ここで海軍戦略の問題に入る。海軍の目的は制海権の確保か、敵にそれを確保させないかであると考えられる。ただし制海権を彼我どちらかが独占するという前提は、海軍史の観点から見て正しくない。通常はどちら側も制海権を完全には支配できず、確保できたとしても海軍が海洋を支配するわけでもない。制海権の確保とは領土の占領ではなく、海上交通の管制を意味する。したがって海戦では海上において通商交通の管制を強いる手段が必要となる。それは敵側の船舶の海上での捕獲または輸送財産の破壊によって実施され、これをコーベットは通商破壊ではなく通商防止と呼んだ。
そもそも海上戦闘において敵対行為の基本は海上輸送される財産の略奪であり、これは陸上での軍事輸送とは地理的な特性が異なる。陸上での輸送に用いる交通路はそれぞれの国家が領土として所有しているが、海上交通路はしばしば交戦国が共有する。つまり我の海上護衛なしでの敵の通商防止は危険である。これには敵に対して経済的な圧力をかける意味がある。つまり海戦において通商防止は、陸上での戦争のような副次的なものではない。
このような制海権の原則に基づいて、海軍の戦力の組成を考える必要がある。艦隊の編制は海軍の戦略と戦術の具体的表現であり、従来では戦艦・巡洋艦・戦隊の区分が使用されてきた。しかしこの分類法はガレー船・蒸気船と、時代に応じて変化してきた。一般的に論じるなら次のような複雑な問題がある。散在する攻撃から大型の艦艇を安全にはできないが、分離した大型の艦艇は海上封鎖を回避しながら移動し、海上交通路を移動する多くの小型艦艇を無力化できる。さらに小型艦艇が魚雷を装備して、これまでにない戦闘力を持った。このような諸々の理由は海軍の艦隊編制だけでなく、それまでの戦艦・巡洋艦・戦隊という区分の意味そのものに見直を迫る。
組織化された艦艇の運用に関する理論は、集中の概念を起点として説明できる。しばしば戦略は「適当な場所と時間において最大の戦力を集める技術」と書かれ、これを集中と表現できる。集中とは少なくとも
- 行政過程における集中
- 作戦開始の地点への集中
- 戦術展開の集中

に分けられる。集中にはひとつに集団を形成する利点があるが、それは秘匿性・柔軟性を失う欠点もある。したがって「集中した集団をいかに分散するか」という問題が導き出される。この選択は状況により、特に敵と我との相互作用に基づいて決断しなければならない。